# Geen Daden Maar Woorden
Geen Daden Maar Woorden, kortweg GDMW genoemd, was een jaarlijks terugkerend toernooi tussen rappers uit de Lage Landen. Dit toernooi gold als een hoog aangeschreven MC-battle-toernooi in het Nederlandstalig rapcircuit. GDMW was een landelijk battletoernooi, waar eerst kwalificaties van tevoren plaatsvonden in verschillende regio's. Samen met SPITT werden deze battles gezien als het hoogst haalbare in Nederland.

## Kwalificaties
Men kon zich plaatsen voor de finales in Rotterdam, door zich te plaatsen via de kwalificaties in de volgende steden:
| - Amsterdam (Winston) - Breda (Mezz) - Groningen (Simplon) |  | - Utrecht (Ekko) - Rotterdam (Nighttown/Hal 4) - Zwolle (Hedon) |

## Winnaars
| Editie | Winnaar    | Woonplaats | Runner-up   | Woonplaats |
| ------ | ---------- | ---------- | ----------- | ---------- |
| 2001   | Raymzter   | Almere     | Klopdokter  | Rotterdam  |
| 2002   | Klopdokter | Rotterdam  | Raymzter    | Almere     |
| 2003   | Klopdokter | Rotterdam  | Tim Beumers | Rotterdam  |
| 2004   | Steen      | Utrecht    | Kimo        | Amsterdam  |

Na forse kritiek werd er na 2004 geen toernooi meer gehouden. De status van het toernooi werd geleidelijk overgenomen door Freestyle voor de GRAP.

## Bekende deelnemers

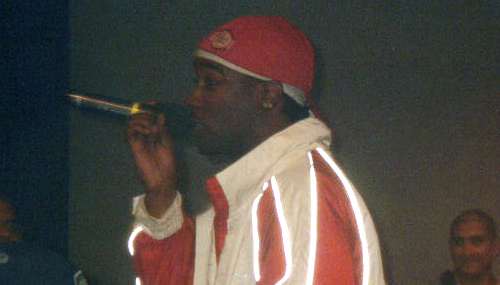
Captain Cook, ook wel CC, in een battle in 2004

Enkele bekende deelnemers aan de GDMW toernooien zijn:
| - Captain Cook - Diggy B - Excellent - Helderheid - Kimo - Klopdokter |  | - Mini - Negativ - Raymzter - Robian - Steen - Tim Beumers |